# Shūhei Matsubara
Shūhei Matsubara (japanisch 松原 修平 Matsubara Shūhei; * 11. August 1992 in Hakodate) ist ein japanischer Fußballspieler.

## Karriere
Matsubara erlernte das Fußballspielen in der Jugendmannschaft von Consadole Sapporo. Seinen ersten Vertrag unterschrieb er 2011 bei Fagiano Okayama. Der Verein spielte in der zweithöchsten Liga des Landes, der J2 League. 2017 wechselte er zum Ligakonkurrenten Kamatamare Sanuki. 2018 wechselte er zum Drittligisten Thespakusatsu Gunma. Für den Verein absolvierte er 32 Ligaspiele. 2019 wechselte er nach Hiratsuka zum Erstligisten Shonan Bellmare. Hier kam er jedoch nicht zum Einsatz. 2020 wechselte er zu seinem ehemaligen Verein Thespakusatsu Gunma. Hier stand er insgesamt in 27 Ligaspielen im Tor. Der Erstligaaufsteiger Kyōto Sanga aus Kyōto nahm ihn im Januar 2022 unter Vertrag. Ohne dort ein Spiel absolviert zu haben, wechselte er schon drei Monate später weiter zum Ligarivalen Hokkaido Consadole Sapporo. Für den Verein aus Sapporo kam er in zwei Spielzeiten einmal im Pokal zum Einsatz. Im Januar 2024 nahm ihn der Zweitligist Mito Hollyhock aus Mito unter Vertrag.